# Isabelle Charest
Isabelle Charest, po mężu Charbonneau (ur. 3 stycznia 1971 w Rimouski) – kanadyjska łyżwiarka szybka specjalizująca się w short tracku, trzykrotna medalistka olimpijska, dziesięciokrotna medalistka mistrzostw świata, polityk.
Trzykrotnie uczestniczyła w zimowych igrzyskach olimpijskich. Na igrzyskach w Lillehammer zdobyła srebrny medal w sztafecie na 3000 m, występując wraz z Christine Boudrias, Sylvie Daigle i Nathalie Lambert. Ponadto uplasowała się na szóstym miejscu w biegu indywidualnym na dystansie 1000 m i na siódmym miejscu na 500 m. Na igrzyskach w Nagano ponownie stanęła na podium olimpijskim w rywalizacji sztafet, tym razem wraz z nią wystartowały Christine Boudrias, Annie Perreault i Tania Vicent. Zawodniczki zdobyły brązowy medal olimpijski. Charest zajęła ponadto dwukrotnie siódme miejsca indywidualnie – w biegach na 500 i 1000 m. Cztery lata później w Salt Lake City reprezentantki Kanady ponownie wywalczyły brązowy medal, wraz z Charest wystąpiły Marie-Ève Drolet, Amélie Goulet-Nadon, Alanna Kraus i Tania Vicent. Charest na tych igrzyskach wzięła udział w jeszcze jednej konkurencji – w biegu na 500 m zajęła czwartą pozycję.
Siedmiokrotnie uczestniczyła w mistrzostwach świata, dziesięć razy stanęła na podium zawodów tej rangi. W 1993 roku w Pekinie zdobyła złoty medal w sztafecie i srebrny w biegu na 500 m, w 1994 roku w Guildford ponownie została mistrzynią w sztafecie, w 1995 roku w Gjøvik zdobyła srebro na 500 m, w 1996 roku w Hadze triumfowała na 500 m oraz zdobyła brązowe medale na 1000 m i w wieloboju, w 1997 roku w Nagano zdobyła srebro na 500 m i złoto w sztafecie, a w 2000 roku w Sheffield wywalczyła brązowy medal w sztafecie. Ponadto siedmiokrotnie brała udział w drużynowych mistrzostwach świata, pięciokrotnie zdobyła medal w zawodach tej rangi – w 1994 roku w Cambridge był to medal złoty, w 1997 roku w Seulu i w 1999 w St. Louis – srebrne, a w 1995 roku w Zoetermeer i w 1998 roku w Bormio – brązowe.
W marcu 1997 roku jako pierwsza kobieta na świecie pokonała dystans 500 m w czasie poniżej 45 s, uzyskując wynik 44,867 s. Rekord świata na tym dystansie poprawiała kilkukrotnie, po raz ostatni w grudniu 1997 roku podczas mistrzostw Kanady, uzyskując czas 44,77 s.
Po zakończeniu kariery sportowej rozpoczęła karierę polityczną. W październiku 2018 roku została wybrana do Zgromadzenia Narodowego Quebecu z listy wyborczej partii Koalicja Przyszłość Quebecu. Wcześniej, w lutym tego roku, pełniła rolę szefa misji olimpijskiej reprezentacji Kanady podczas igrzysk olimpijskich w Pjongczangu.